# Ruokjärvi
Ruokjärvi är en sjö i kommunen Högfors i landskapet Nyland i Finland. Sjön ligger 111,7 meter över havet. Arean är 40 hektar och strandlinjen är 3,19 kilometer lång. Sjön  ingår i Karisåns huvudavrinningsområde.   Den ligger omkring 70 km nordväst om Helsingfors. 